# Таглей
Тагле́й (бур. Таглиин нуур, Олон нуур) — одно из красивейших пресных горных озёр Забайкалья. Расположено в Джидинском районе Бурятии на северном склоне хребта Малый Хамар-Дабан. Является гидрогеологическим памятником природы (ГПП) федерального значения. Высота над уровнем моря — 1360 м.

## География

### Географическое положение и размеры котловины
Озеро расположено в 25 километрах к северу от села Улзар, в труднодоступной горной тайге, в северных отрогах хребта Малый Хамар-Дабан. Относится к бассейну реки Темник.
Котловина озера окружена со всех сторон хребтами, вытянутыми вдоль берегов. Возвышенности имеют сглаженные куполообразные очертания и расчленены долинами V-образной формы, днища которых заполнено каменистыми россыпями — курумами.
Озеро Таглей имеет сложное очертание, напоминающее подкову. Котловина вытянута и сужена в северо-западном направлении. Глубоко выдающийся с юго-востока на северо-запад полуостров Ольтрик (бур. Олтирог — «островок») разделяет озеро на две части: западную, имеющую простирание с юго-запада на север и восточную, вытянутую с севера на юго-восток. Полуостров Ольтрик представляет собой останец и отделён от коренного берега понижением с мелкими озёрами сложной конфигурации; сложен гранитными каменистыми россыпями, задернованными мощным моховым покровом, и покрыт смешанным лесом из сосны, кедра и берёзы.
Из-за сложности очертания озера трудно говорить о его размерах. Наименьшую ширину (600 м) озеро имеет между полуостровом Ольтрик и северо-западным берегом. В западной части ширина озера увеличивается до 2 км, в восточной — до 2,2 км. Максимальная длина с юга на север — 4 км.
Длина береговой линии — около 18 км.
Питание озера Таглей осуществляется за счёт впадающих речек Барун-Холой с юго-запада и Ара-Бургалтай с юго-востока, а также многочисленных более мелких ручейков, стекающих по склонам заболоченных распадков. Исток из озера происходит через речку Холой (известную так же под именем Таглейки), вытекающую из северо-западной части озера, напротив полуострова Ольтрик. Она является правым притоком реки Темник; длина её — 10 км, ширина — 6—8 м, глубина — 50—60 см, грунт вязкий.
Волнобой для береговой линии озера не свойственен, штормов практически не бывает и берега не размываются, потому что деревья и кустарники вплотную подступают к урезу воды.
На небольших водоёмах, прилегающих к озеру, имеются плавучие острова — сплавины, состоящие из торфа и скреплённые тростником, камышом и осокой.

### Глубины
Рельеф дна озера — сглаженный, блюдцеобразной формы, имеет постепенное увеличение глубин к центру до 4—5 м.
Прибрежная часть — мелководная (0,3—0,5 м).
Средняя глубина составляет 4—5 м, максимальная — 15 м.

### Свойства воды
По данным сотрудников Бурятского научного центра, по физико-химическим показателям Таглей относится к пресным (минерализация равна 0,02 г/л), нейтральным значением рН (7,7) и окислительно-восстановительным потенциалом +220 мВ.

### Климат
Климат в окрестностях Таглея резко континентальный с дождливым летом и многоснежной зимой. Количество осадков выше нормы.

### Лед
Замерзает озеро обычно в начале ноября. Снежный покров достигает 30-40 см. Вскрывается водоём в конце апреля — начале мая. Толщина льда в зоне зарослей водных растений составляет 1,5—1,7 м. Местами озеро промерзает до дна. В местах выхода тёплых ключей лёд потоньше. Исток реки Таглейки не замерзает.

## Происхождение озера
15 тысяч лет назад во время вулканической активности из недр земли вместе с пеплом выбрасывалась базальтовая магма, которая, застывая, образовала плотину, подпрудившую Таглейку. В результате появилось озеро Таглей.

## Растительный и животный мир
Фауна озера слагается из постоянно обитающих в нём животных, представленных исключительно одними беспозвоночными животными, и посещающих его в летние месяцы рыб. Своей постоянной ихтиофауны озеро не имеет из-за почти сплошного промерзания до дна. Обилие рачков-бокоплавов — «бормашей» — привлекает в озеро из реки Темник ценные виды рыб, такие как хариус, ленок, таймень. Заходят сюда щука, окунь.
Вблизи озера, в отрогах Малого Хамар-Дабана в изобилии водятся звери: кабан, косуля, лось, изюбр, бурый медведь, соболь, белка. В озере хорошо прижилась ондатра.
В лесах, окружающих озеро, обитают такие типичные таёжные птицы: неясыть бородатая, синехвостка, кукша, кедровка, глухая кукушка, глухарь и другие. На глади озера можно наблюдать интересную крупную чёрную утку — обыкновенного турпана, тут же добывают себе корм красноголовые нырки, белобокие гоголи, кулики, серая цапля. На озере изредка встречается представитель индо-малайской фауны — чёрная кряква. Также сюда залетает крупный горный индийский гусь. В ясные дни в голубом небосводе парят крупные хищные рыбоядные птицы скопа и орлан-белохвост. В водах реки Темник можно встретить водного воробья оляпку. Встречается здесь четырёхпалый тритон, представитель хвостатых земноводных.
По берегам Таглея плотной стеной стоят густые заросли осины, берёзы и тальника. А на склонах сопок шумят могучие сибирские кедры, вечнозелёные ели и стройные лиственницы.
Одно из интересных растений — вахта трёхлистная, растёт на дне озера, на поверхность воды вытягиваются тонкие стебли, на концах которых вырастают большие листья с крупными соцветиями. Местные жители это растение называют шудаг и приписывают ему целебные свойства.
В период «цветения» Таглея (июль—август) зеркало озера до 80 % покрывается растительностью.
В окрестностях озера в изобилии растёт голубика, чёрная смородина, брусника, жимолость.

## Экология и туризм
Немалую привлекательность Таглею придаёт его труднодоступность. Из села Верхний Бургалтай до озера можно добраться на лошадях. От села Улзар есть конный путь, но также проложена дорога по камням и болотистым местам для внедорожных легковых и грузовых машин. Живописная дорога проходит через перевал на высоте 1687 м, по тайге и тундре, огибает озеро с юго-запада и подходит к заимкам на северной стороне Таглея в районе протоки, связывающей озеро с рекой Темник.
Подходы к озеру трудные. К берегам со всех сторон подступает девственная, непроходимая тайга. К тому же местность кругом болотистая.
Тёплые солнечные дни на берегах Таглея наступают лишь в начале июля. А уже в первой декаде августа здесь начинается сезон дождей и становится прохладно. Период комфортного лечения и отдыха длится всего месяц.
В озере много рыбы, но, как утверждают опытные рыбаки, она здесь не клюёт на крючок, а попадается только в сети.
Вода в озере тёплая — из-под земли на её поверхность выходят струи подземных горячих источников. Например, в конце июля температура воды составляет +24 °C при температуре воздуха +20 °C. А в осеннее время температура воды значительно превышает температуру воздуха.
Купаясь в озере, отдыхающие лечат ревматизм, болезни суставов, кожи и другие заболевания. Помогает вода также от глистных инвазий.
Озеро обладает уникальными возможностями гирудотерапии — лечения пиявками. Находясь в воде без движения, отдыхающие позволяют присасываться к телу пиявкам, которые вызывают местное кровотечение. Оно позволяет очистить организм человека от шлаков, усилить кровоснабжение участка тела, избавиться от вредной крови. Медицине известно более 30 видов лечебных эффектов, которые пиявки оказывают на организм человека. Вместе с тем надо отметить, что гирудотерапия требует специальных знаний, поэтому самолечение хотя и допустимо, но может привести к нежелательным последствиям.
Таглей богат растением шудаг (вахта трёхлистная). Гладь озера летом покрывают красивые цветы жёлтого цвета. Корень и листья растения — целебные. Местные жители применяют их для заживления ран, лечения экземы и диатеза. Также в медицинской практике они применяются для повышения аппетита, при хроническом гастрите, в качестве желчегонного средства.
В лечебных целях используются также иловые отложения озера.
Вдоль озера проходят пешие маршруты, а поклонники рафтинга и каякинга по достоинству оценят водные сплавы по реке Темник. От Таглея до Темника быстрее будет добраться пешком, чем сплавляться по Таглейке, поскольку через 3—4 километра начинаются перекаты и пороги, значительно затрудняющие сплав.
На берегу озера стоят четыре зимовья.
На самом высоком месте находится «обо» — место поклонения и подношения духам, оберегающих окрестности.
Дикий курорт, со слов местных жителей, нередко посещают не только российские, но и зарубежные туристы. Неорганизованный туризм привёл к тому, что значительная часть прибрежной полосы захламлена консервными банками, стеклянными и пластиковыми бутылками, другими остатками жизнедеятельности отдыхающих. В лесных массивах происходит браконьерская рубка леса. В местах массовой заготовки кедрового ореха сократилось поголовье лосей. Если раньше сохатые приходили кормиться к озеру, сейчас это стало редкостью.